# Niet-dispersieve infraroodsensor
Een niet-dispersieve infraroodsensor (NDIR-sensor) is een betrekkelijk simpel spectroscopisch apparaat dat vaak gebruikt wordt voor analyse van de samenstelling van een gas. Vaak gaat het om de detectie van methaan of koolstofdioxide.

## Werking
De belangrijkste componenten zijn een infrarode bron (lamp), een meetkamer, een bandpassfilter en de infraroodontvanger. Het gas wordt in de monsterkamer gepompt, en de infrarode bron is zo opgesteld dat deze door de monsterkamer heen schijnt in de richting van de ontvanger. Het monster filtert bepaalde golflengten infrarood licht uit, afhankelijk van de samenstelling. Als meer van een bepaald gas in de monsterkamer zit, wordt van een bepaalde golflengte dus meer licht uitgefilterd. Als het licht het einde van de monsterkamer heeft bereikt, wordt het door een filter geleid dat alleen de golflengte van het te analyseren gas doorlaat. Zodoende kan aan de hand van de door de ontvanger gemeten hoeveelheid licht worden bepaald hoeveel er van een bepaald soort gas aanwezig is. Normaal gesproken worden de te analyseren gassen zo gekozen dat de meting van het ene gas niet de meting van het andere gas beïnvloedt door overlapping van de geabsorbeerde golflengten.
Omdat de meeste gassen golflengten in het infrarode gebied goed absorberen, is het vaak nodig om te compenseren voor interferentie. Bijvoorbeeld, CO2 en H2O zorgen vaak voor een overlap met andere te analyseren gassen. Mocht dit voorkomen, dan kan bijvoorbeeld een van de gassen geabsorbeerd worden in een scrubber en het andere worden geanalyseerd.
Het infrarode signaal uit de bron is meestal gechopt of gemoduleerd, zodat de thermische achtergrondstraling van het lichtsignaal uit de bron kan worden afgetrokken, ter verbetering van de nauwkeurigheid.